# 王稼祥故居
王稼祥故居是中国共产党高层领导人王稼祥的出生地，位于安徽省泾县桃花潭镇厚岸村。故居建于清末，坐东朝西。王稼祥1906年8月15日出生于此，1913年至1918年在此居住期间完成小学教育。故居于2013年被列入第七批全国重点文物保护单位。